# تیلور پارکس
تیلور پارکس (انگلیسی: Taylor Parks؛ زادهٔ ۲۰ سپتامبر ۱۹۹۳) یک هنرپیشه اهل ایالات متحده آمریکا است. وی بین سال‌های ۲۰۰۶ تا ۲۰۱۳ میلادی فعالیت می‌کرد.